# George Ezra
George Ezra Barnett (Hertford, 1993. június 7. –) angol énekes és dalszerző.

## Pályafutása
Szülei tanárok. George Ezra az angliai Hertfordban nőtt fel, majd Bristolban folytatott felsőfokú tanulmányokat 2011-től. Bevallása szerint leginkább Bob Dylan és Woody Guthrie hatottak zenéjére. Első EP-je 2013 októberében jelent meg Did You Hear the Rain? címmel, amelyet 2014 márciusában a Cassy O' követett. Első albuma Wanted on Voyage címmel 2014. június 30-án került a boltokba, s decemberig 678 156 példányt adtak el belőle.

## Diszkográfia
- Wanted on Voyage (2014)
- Staying at Tamara's (2018)
- Gold Rush Kid (2022)